# 샤를루아
샤를루아(프랑스어: Charleroi, 왈롱어: Tchålerwè)는 벨기에 왈롱 에노주의 도시로, 왈롱 최대 도시이자 벨기에 제4의 도시이다.
인구는 202,376명(2020년 1월 1일 기준)이며 면적은 102.08km2이다. 이 지역의 광역 도시권 인구를 포함하면 인구는 522,522명(2008년 1월 1일 기준), 면적은 1,462km2가 된다.

## 역사
벨기에에서 가장 중요한 탄광 지대에 있는 샤를루아는 산업혁명에서 중심적인 역할을 했다. 1830년 벨기에 혁명 이후 19세기 동안 도시는 유리, 강철, 화학약품 생산과 기술 혁신으로 세계적으로 유명해졌다. 유네스코 세계 문화 유산으로 지정된 탄광 마을 보아 두 카지에(Bois du Cazier)가 도시 내에 있다.
1950년대 석탄이 석유로 대체되고 제조업이 플란데런과 해안 지역으로 이동하자 샤를루아는 쇠퇴하기 시작했다. 20세기 후반 도시는 실업과 빈곤, 범죄로 유명해졌다. 가장 악명높은 사건은 여자 아이 6명을 납치, 성폭행, 고문하고 4명을 살해한 마르크 뒤트루 사건이었다. 그는 "샤를루아의 괴물"이라는 별명을 얻었다. 
21세기 들어서 샤를루아는 경제를 다양화하고 도시 환경을 개선하기 위해 노력하고 있지만 실업률은 20%로 전국 평균 6%보다 훨씬 높다.
2009년 네덜란드의 신문사는 샤를루아를 "우주에서 가장 못생긴 도시"로 선정했다. 주민들은 도시의 나쁜 평판을 부정하지 않고 빈집과 버려진 공장을 관광객들에게 가이드로 보여주고 있다.

## 경제
샤를루아를 관통하는 썽브흐강 양편에 산업 지대가 있다. 대부분의 공장들이 문을 닫았지만 건물은 그대로 남아 있다. 도시에 남아있는 제조업에는 아르셀로미탈 제철소와 화학, 유리 산업이 있다. 2000년대 이후 교통, 통신, 의료 등으로 경제가 다변화되는 중이다. 

## 기후
| 샤를루아 (1991년~2020년)의 기후 | 샤를루아 (1991년~2020년)의 기후 | 샤를루아 (1991년~2020년)의 기후 | 샤를루아 (1991년~2020년)의 기후 | 샤를루아 (1991년~2020년)의 기후 | 샤를루아 (1991년~2020년)의 기후 | 샤를루아 (1991년~2020년)의 기후 | 샤를루아 (1991년~2020년)의 기후 | 샤를루아 (1991년~2020년)의 기후 | 샤를루아 (1991년~2020년)의 기후 | 샤를루아 (1991년~2020년)의 기후 | 샤를루아 (1991년~2020년)의 기후 | 샤를루아 (1991년~2020년)의 기후 | 샤를루아 (1991년~2020년)의 기후 |
| 월                              | 1월                             | 2월                             | 3월                             | 4월                             | 5월                             | 6월                             | 7월                             | 8월                             | 9월                             | 10월                            | 11월                            | 12월                            | 연간                            |
| ------------------------------- | ------------------------------- | ------------------------------- | ------------------------------- | ------------------------------- | ------------------------------- | ------------------------------- | ------------------------------- | ------------------------------- | ------------------------------- | ------------------------------- | ------------------------------- | ------------------------------- | ------------------------------- |
| 역대 최고 기온 °C (°F)          | 15.2 (59.4)                     | 19.5 (67.1)                     | 23.9 (75.0)                     | 28.7 (83.7)                     | 31.8 (89.2)                     | 34.4 (93.9)                     | 40.4 (104.7)                    | 36.6 (97.9)                     | 35.4 (95.7)                     | 26.0 (78.8)                     | 20.4 (68.7)                     | 16.7 (62.1)                     | 40.4 (104.7)                    |
| 일평균 최고 기온 °C (°F)        | 5.8 (42.4)                      | 6.9 (44.4)                      | 10.7 (51.3)                     | 14.8 (58.6)                     | 18.4 (65.1)                     | 21.4 (70.5)                     | 23.6 (74.5)                     | 23.4 (74.1)                     | 19.6 (67.3)                     | 14.8 (58.6)                     | 9.6 (49.3)                      | 6.3 (43.3)                      | 14.6 (58.3)                     |
| 일일 평균 기온 °C (°F)          | 3.2 (37.8)                      | 3.7 (38.7)                      | 6.5 (43.7)                      | 9.7 (49.5)                      | 13.4 (56.1)                     | 16.4 (61.5)                     | 18.5 (65.3)                     | 18.2 (64.8)                     | 14.9 (58.8)                     | 11.0 (51.8)                     | 6.8 (44.2)                      | 3.8 (38.8)                      | 10.5 (50.9)                     |
| 일평균 최저 기온 °C (°F)        | 0.6 (33.1)                      | 0.6 (33.1)                      | 2.4 (36.3)                      | 4.7 (40.5)                      | 8.4 (47.1)                      | 11.3 (52.3)                     | 13.4 (56.1)                     | 13.1 (55.6)                     | 10.1 (50.2)                     | 7.2 (45.0)                      | 3.9 (39.0)                      | 1.4 (34.5)                      | 6.4 (43.6)                      |
| 역대 최저 기온 °C (°F)          | −17.5 (0.5)                     | −16.7 (1.9)                     | −10.1 (13.8)                    | −5.5 (22.1)                     | 0.1 (32.2)                      | 3.7 (38.7)                      | 5.6 (42.1)                      | 6.0 (42.8)                      | 2.9 (37.2)                      | −5.3 (22.5)                     | −8.7 (16.3)                     | −11.8 (10.8)                    | −17.5 (0.5)                     |
| 평균 강수량 mm (인치)           | 79.7 (3.14)                     | 69.9 (2.75)                     | 65.5 (2.58)                     | 47.9 (1.89)                     | 65.1 (2.56)                     | 76.0 (2.99)                     | 75.6 (2.98)                     | 85.6 (3.37)                     | 63.3 (2.49)                     | 67.1 (2.64)                     | 75.7 (2.98)                     | 98.3 (3.87)                     | 869.7 (34.24)                   |
| 평균 강수일수 (≥ 1 mm)          | 12.8                            | 11.6                            | 11.3                            | 9.1                             | 10.2                            | 10.2                            | 10.2                            | 10.3                            | 9.6                             | 10.6                            | 12.1                            | 14.4                            | 132.4                           |
| 평균 월간 일조시간              | 55                              | 73                              | 126                             | 178                             | 204                             | 208                             | 217                             | 206                             | 157                             | 114                             | 64                              | 47                              | 1,649                           |
| 출처 1: 벨기에 왕립 기상연구소  |                                 |                                 |                                 |                                 |                                 |                                 |                                 |                                 |                                 |                                 |                                 |                                 |                                 |
| 출처 2: Infoclimat              |                                 |                                 |                                 |                                 |                                 |                                 |                                 |                                 |                                 |                                 |                                 |                                 |                                 |

## 자매 도시
- 프랑스 이르송
- 프랑스 생쥘리앵
- 프랑스 셀레스타
- 독일 슈램베르크
- 독일 발트키르히
- 이탈리아 마노펠로
- 이탈리아 카사라노
- 이탈리아 폴로니카
- 일본 히메지시
- 우크라이나 도네츠크
- 미국 피츠버그

## 사진

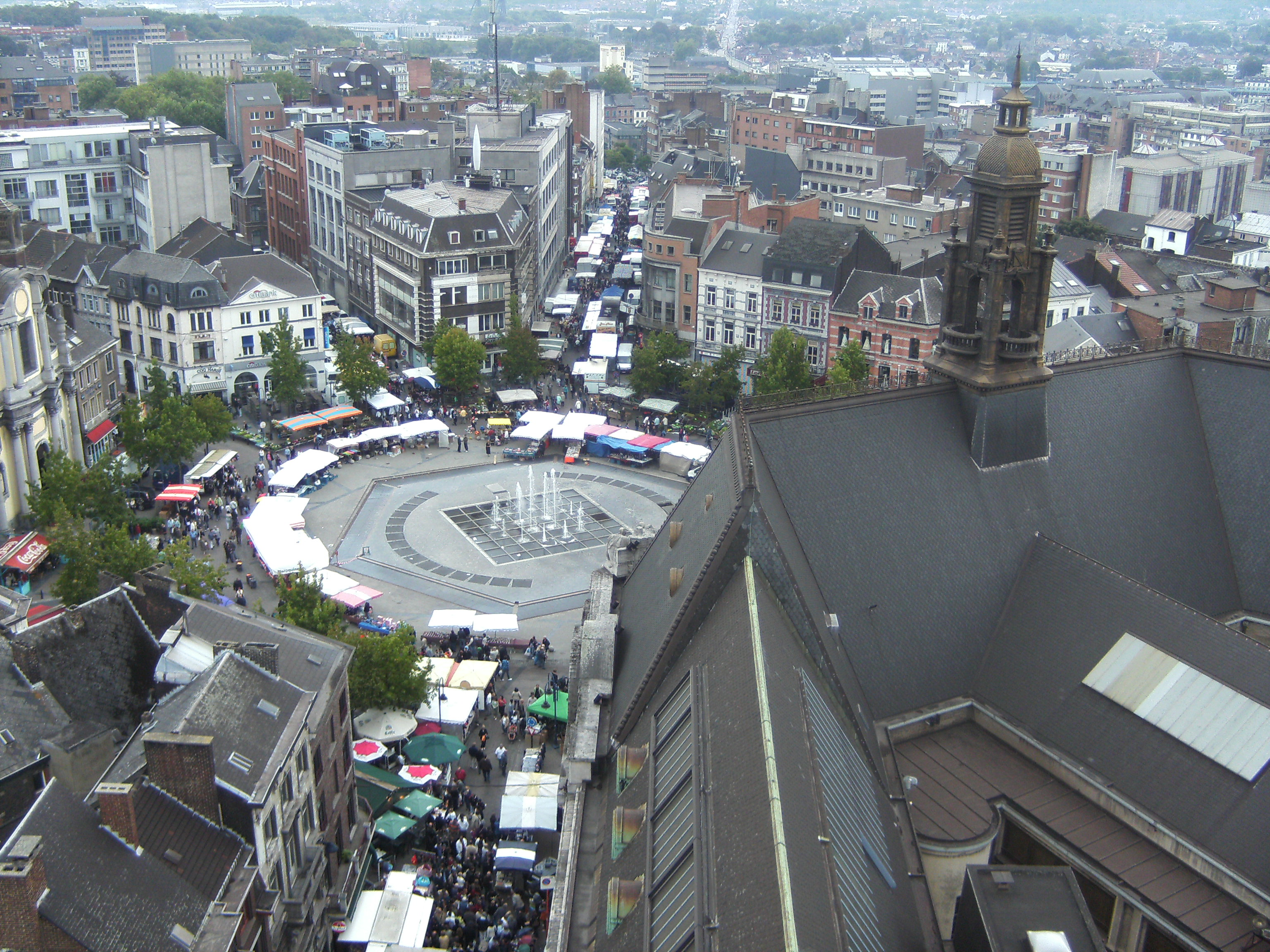
종탑에서 본 카를로스 2세 광장의 장날 풍경
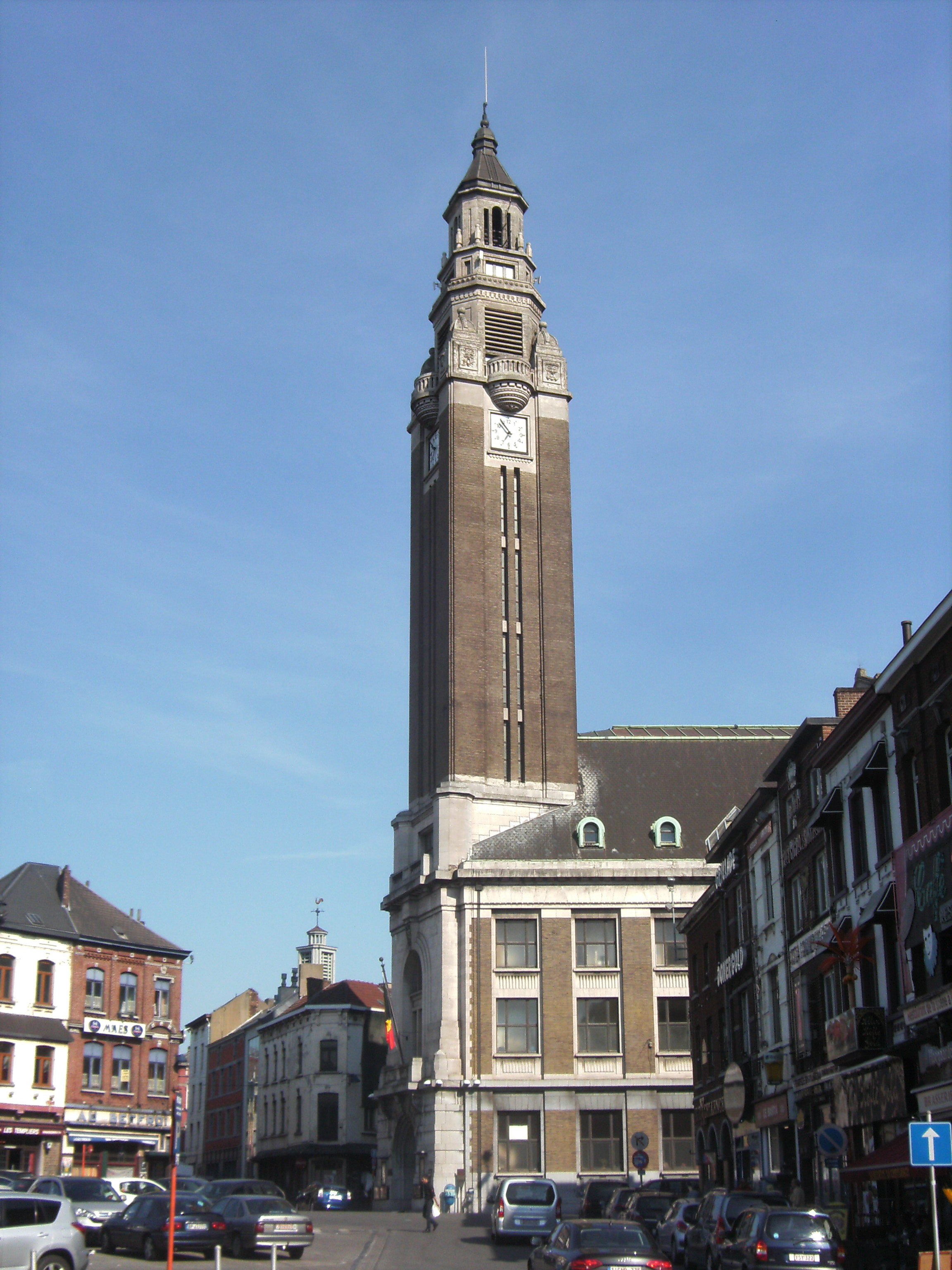
샤를루아 종탑
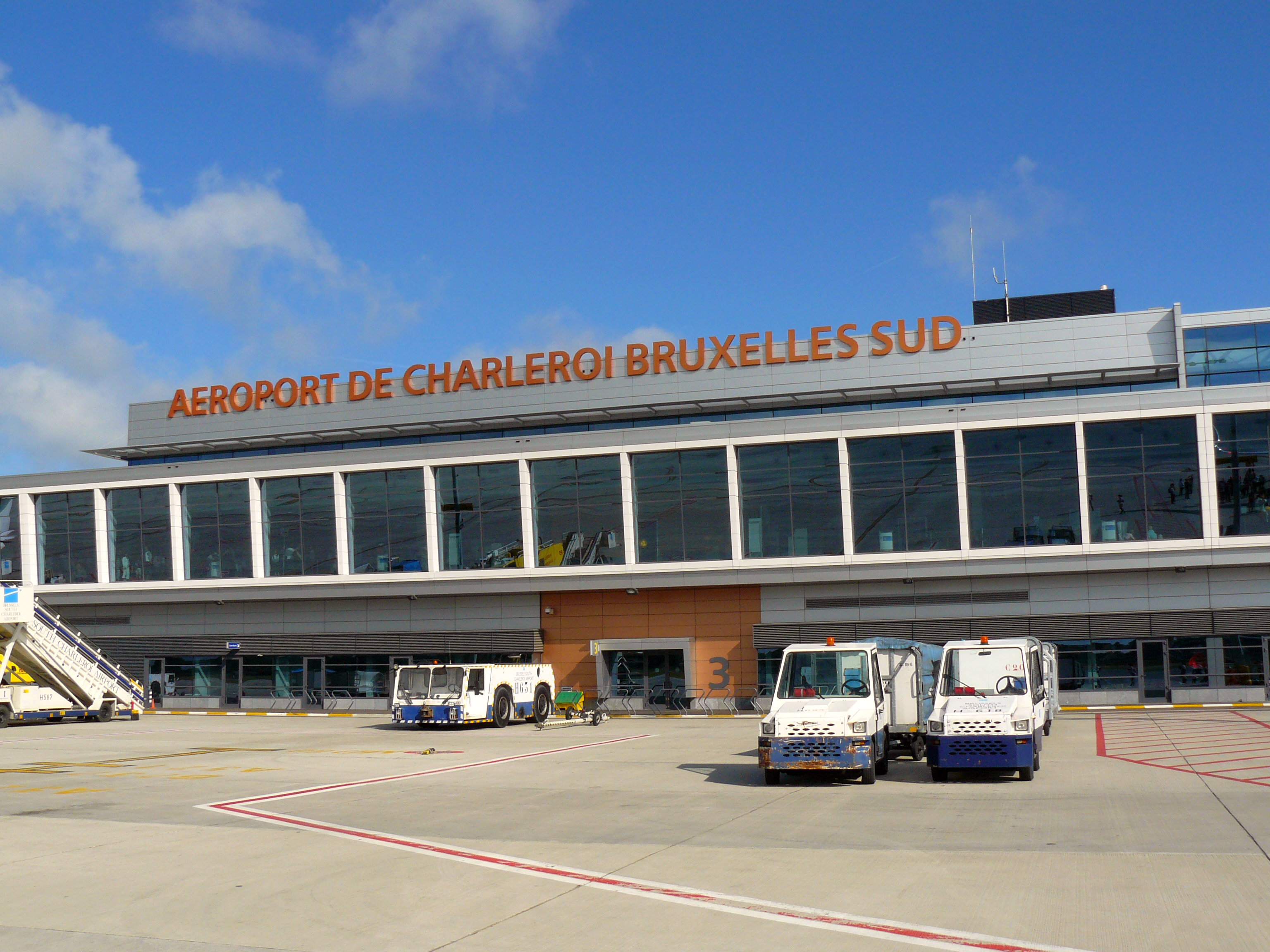
샤를루아 공항